# 亚特兰蒂斯 (佛罗里达州)
亚特兰蒂斯（英語：Atlantis），是美国佛罗里达州棕櫚灘郡下属的一座城市。建立于1959年。面积约 为3.7平方公里（约合1.4平方英里）。根据2010年美国人口普查，该市有人口2,005人。论人口在本州排行第 283。